# Pierre Claver Malgo
Pierre Claver Malgo (ur. 14 września 1954 w Dimistènga) – burkiński duchowny rzymskokatolicki, od 2012 biskup Fada N’Gourma.

## Życiorys
Święcenia kapłańskie przyjął 7 lipca 1984 i został inkardynowany do archidiecezji Koupéla. Pracował głównie w parafiach archidiecezji oraz w seminariach duchownych w Koumi (1991-1999) i Wagadugu (2005-2011, jako rektor).
11 lutego 2012 został mianowany biskupem Fada N’Gourma. Sakry biskupiej udzielił mu 12 maja 2012 abp Séraphin Rouamba.